# Nazionale maschile di cricket dell'Uganda
La nazionale di cricket dell'Uganda è la selezione nazionale che rappresenta l'Uganda nel gioco del cricket.

## Storia

### Le origini
Il cricket fu introdotto in Uganda dai colonizzatori britannici alla fine del XIX secolo. La prima partita ufficiale si svolse nel 1900. Le partite tra le squadre ufficiali e i coloni vennero disputate regolarmente dal 1910 fino al 1964, sebbene non venissero organizzati incontri interterritoriali. Nel 1914, una squadra proveniente dal Kenya visitò per la prima volta l'Uganda, vincendo la partita a Entebbe con cinque wicket di scarto.
Con l'arrivo di lavoratori indiani in Africa, impegnati nella costruzione della rete ferroviaria regionale, il cricket guadagnò sempre più popolarità. Alla fine della seconda guerra mondiale, il cricket era diventato uno degli sport più praticati nella regione.

### La parentesi nella nazionale di cricket dell'Africa Orientale

Bandiera della nazionale di cricket dell'Africa orientale, in seguito Africa orientale e centrale

Nel 1951 fu fondata l'East Africa Cricket Conference (EACC), successivamente rinominata East and Central Africa Cricket Conference (ECACC), come organizzazione regionale di cricket. La conferenza organizzò competizioni intercoloniali tra i suoi membri fondatori: Kenya, Uganda e Tanganica. Nello stesso anno, una squadra dell'Africa orientale ospitò la Rhodesia. Nel 1952, fu creata l'Uganda Cricket Association (UCA, in swahili: Shirikisho la Kriketi Uganda), e una squadra ugandese partecipò a un torneo Tri-Nations contro Kenya e Tanganica. Un anno dopo, l'Uganda conseguì la sua prima vittoria, battendo il Tanganica per cinque wicket.
Nel 1956, la squadra dell'Africa orientale affrontò la nazionale pakistana in trasferta. Sotto la guida del capitano Denis Dawson, gli africani orientali persero la partita di tre giorni con un distacco di soli otto wicket. L'anno successivo, la squadra perse contro il Sunder Cricket Club in trasferta con un margine di nove wicket. Nel 1958, una squadra sudafricana composta da giocatori non europei visitò la regione per una partita contro l'Africa orientale a Nairobi, che perse con un distacco di sette wicket sotto la capitana di Malcolm Ronaldson, ex giocatore della Eastern Province.
Negli anni '60, l'Africa orientale ospitò diverse squadre internazionali. Nel 1962, affrontò la squadra del Commonwealth in due partite. La prima, giocata a Nairobi dal 10 al 12 febbraio, si concluse con la vittoria del Commonwealth per 20 punti. Questo incontro è ricordato principalmente per il rapido secolo di Basil D'Oliveira nel secondo inning del Commonwealth. Nella seconda partita, disputata a Nairobi in ottobre, la squadra del Commonwealth vinse con 118 punti di scarto. Nel 1963-1964, il Marylebone Cricket Club (MCC) giocò tre partite in Uganda, una in Tanganica e sette in Kenya. L'MCC vinse una delle partite contro l'Africa orientale a Kampala con un margine di un inning e 71 punti. Il team dell'Africa orientale comprendeva cinque giocatori ugandesi.
Nel 1966, l'Africa orientale divenne membro associato della Conferenza Internazionale di Cricket (ICC, ora International Cricket Council). Nello stesso anno, lo Zambia si unì al torneo interregionale annuale, che divenne un torneo a quattro squadre. Nel 1967, una squadra indiana in visita sconfisse l'Uganda per sei wicket, vincendo una partita di prima classe contro l'Africa orientale per otto wicket, alla quale parteciparono sei giocatori ugandesi. Nel 1968, una squadra internazionale di giocatori inglesi di prima classe pareggiò una partita contro l'Africa orientale a Nairobi, mentre nello stesso anno, il Warwickshire pareggiò in Uganda. Più tardi, l'Uganda stabilì il suo punteggio più alto, con 436 punti contro il Kenya a Nairobi.
Nel giugno e luglio del 1972, l'Africa orientale visitò l'Inghilterra per 18 partite contro selezioni regionali, ottenendo una vittoria contro il Galles del Nord. Nessuna di queste partite aveva lo status di prima classe. Nel 1973-1974, l'MCC tornò in Africa orientale per disputare due partite in Zambia, due in Tanzania e quattro in Kenya. L'unica partita contro una squadra completa dell'Africa orientale con lo status di prima classe fu vinta dall'MCC con un margine di 237 punti.
Nel 1975, l'Africa orientale fu invitata a partecipare alla prima Coppa del Mondo, come una delle due nazioni non partecipanti ai test, insieme allo Sri Lanka. Il Kenya contribuì con la metà dei 14 giocatori della squadra dell'Africa orientale. Prima del torneo, la partecipazione sembrava in dubbio dopo che la Tanzania minacciò di vietare ai suoi giocatori di viaggiare in Inghilterra per protestare contro il tour del 1974 in Sudafrica della squadra di rugby dei British and Irish Lions. La partecipazione dell'Africa orientale alla Coppa del Mondo venne considerata un passo importante, in quanto conferiva al torneo lo status di campionato mondiale, dato che le principali nazioni africane per il cricket, Sudafrica e Rhodesia, furono escluse a causa del boicottaggio sportivo contro il regime dell'apartheid. Durante il torneo, l'Africa orientale affrontò Inghilterra, India e Nuova Zelanda nel turno preliminare, perdendo tutte le partite. Dopo il torneo, gli africani orientali giocarono una partita di prima classe contro lo Sri Lanka al County Ground di Taunton.
Nel 1978, la Minor Counties Cricket Association visitò il Kenya per sette partite, di cui due contro l'Africa orientale. Le Minor Counties vinsero la prima partita di 60 over con un margine di otto wicket. Nel 1980, l'Africa orientale continuò a partecipare al torneo interregionale, ma dopo che il Kenya si ritirò dalla squadra nel 1981, cominciò a essere rappresentata dalla propria nazionale. Nonostante ciò, il torneo continuò a coinvolgere Zambia, Tanzania e Uganda. L'Africa orientale partecipò anche ai trofei ICC nel 1979, 1982 e 1986, ma non riuscì a qualificarsi per le Coppe del Mondo di Cricket del 1979, 1983 e 1987.

### La nascita della nazionale ugandese
Nel 1998, l'Uganda si separò dalla delegazione dell'Africa orientale e centrale e divenne membro indipendente della International Cricket Council (ICC). La sua prima partecipazione a un torneo internazionale fu all'ICC Trophy del 2001, dove vinse tutte le partite del turno preliminare, ma successivamente fu sconfitta nei play-off dagli Emirati Arabi Uniti. Questa sconfitta impedì alla squadra di avanzare al secondo turno e di qualificarsi per la Coppa del Mondo di cricket 2003.
Nel 2002, l'Uganda si classificò al terzo posto nel proprio girone alla Coppa d'Africa di cricket. L'anno successivo, nel 2004, la squadra giocò le sue prime partite internazionali contro il Kenya e la Namibia durante la Coppa Intercontinentale ICC del 2004, ottenendo una vittoria contro la Namibia. Nello stesso anno, a agosto, l'Uganda si classificò seconda, dietro alla Namibia, ai Campionati dell'Africa Cricket Association in Zambia, guadagnandosi così una qualificazione all'ICC Trophy del 2005. Tuttavia, nel torneo successivo, l'Uganda concluse al dodicesimo e ultimo posto, perdendo nella finale dei play-off contro la Papua Nuova Guinea, un risultato che impedì la qualificazione alla Coppa del Mondo di cricket del 2007.
Nel corso dello stesso anno, l'Uganda partecipò anche alla Coppa Intercontinentale ICC del 2005, dove affrontò la Namibia e il Kenya, ma subì due sconfitte.

### I tentativi di qualificazione al mondiale
Nel gennaio del 2007, l'Uganda affrontò le Bermuda e il Canada mentre entrambe le squadre si preparavano per la Divisione Uno della World Cricket League 2007-09 a Nairobi. Questi incontri servirono anche come preparazione per la Divisione Tre dello stesso torneo, che si sarebbe svolta a Darwin, in Australia. Durante la fase a gironi, l'Uganda vinse le partite del gruppo B contro le Isole Cayman, Hong Kong e Tanzania, prima di superare la Papua Nuova Guinea in semifinale e l'Argentina in finale. Questo successo permise all'Uganda di assicurarsi un posto nel programma ad alte prestazioni dell'ICC e di essere promosso alla Divisione Due della World Cricket League.

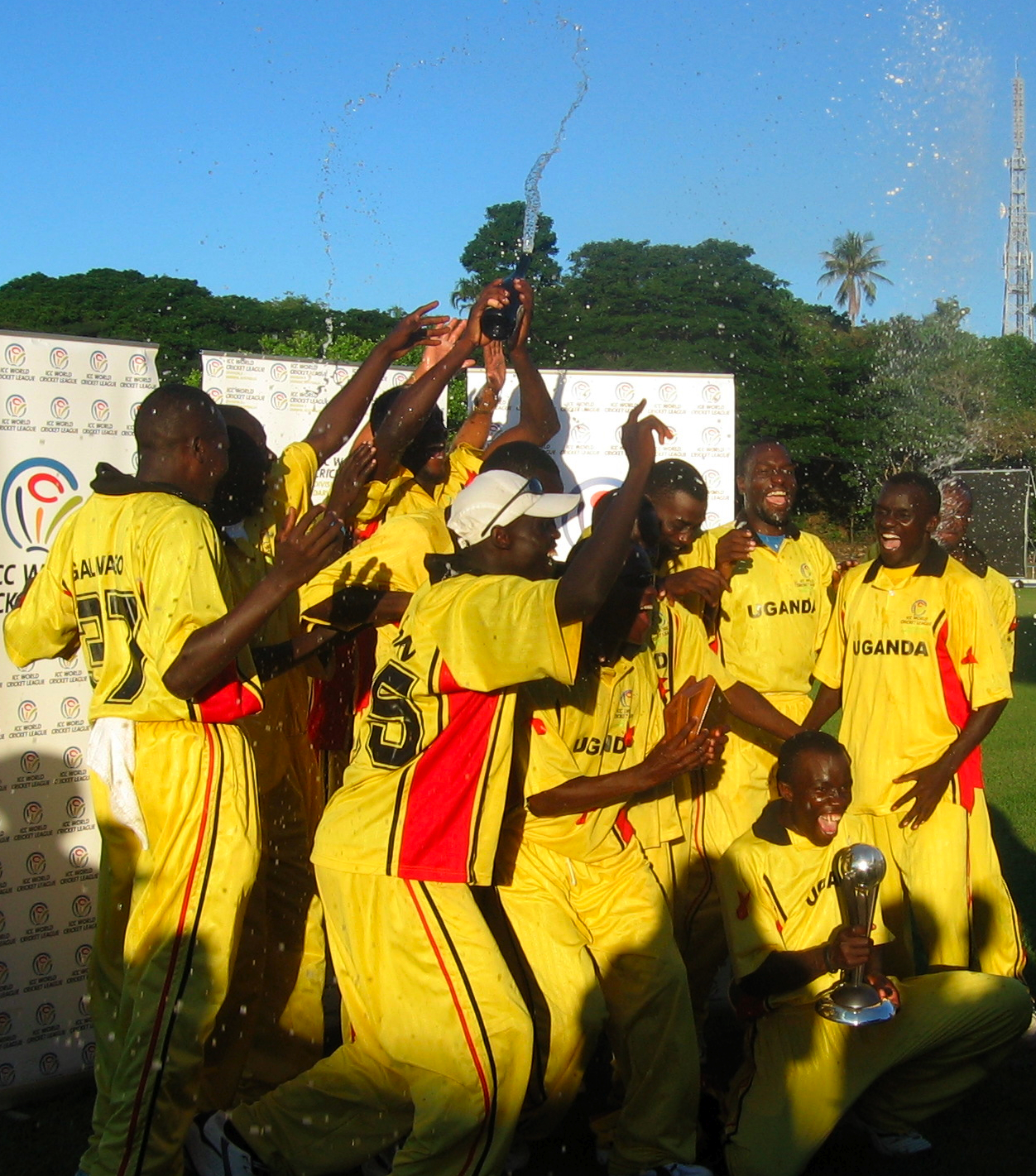
L'Uganda celebra la vittoria nella Divisione Tre della World Cricket League 2007-09

L'Uganda partecipò a un torneo a quattro nazioni con Bangladesh, Kenya e Pakistan prima del Mondiale Twenty20 del 2007. Come previsto, la squadra perse contro il Pakistan e il Bangladesh, ma ottenne una sorprendente vittoria per due wicket contro i rivali del Kenya. Successivamente, nell'ottobre del 2007, l'Uganda giocò due partite di un giorno contro le Bermuda a Nairobi. La prima partita fu molto combattuta e l'Uganda, nonostante l'esperienza degli avversari, perse di soli sette punti, grazie a una prestazione notevole di Nandikishore Patel, che segnò 50 runs. Nella seconda partita, l'Uganda ottenne una vittoria convincente con 43 punti di scarto, con Joel Olwenyi che segnò anch'egli un punteggio di 50 runs.
Nel novembre del 2007, l'Uganda partecipò alla Divisione Due, che si svolse a Windhoek. Durante il torneo, la squadra perse contro la Danimarca, la Namibia, l'Oman e gli Emirati Arabi Uniti, ma riuscì a vincere lo spareggio contro l'Argentina, concludendo il torneo al quinto posto. Nonostante ciò, nel 2009 l'Uganda retrocesse in Divisione Tre, classificandosi penultima.
Nel 2008, l'Uganda ottenne una vittoria in una partita di un giorno contro la squadra ospite dell'MCC, mentre una partita di tre giorni si concluse con un pareggio.
Nel gennaio 2009, l'Uganda vinse quattro delle cinque partite del girone a Buenos Aires, terminando a pari punti con l'Afghanistan e la Papua Nuova Guinea. Grazie a un miglior tasso di punti netti, si assicurò l'ultimo posto nelle qualificazioni per la Coppa del Mondo di cricket del 2009. Nell'aprile dello stesso anno, l'Uganda partecipò alle qualificazioni alla Coppa del Mondo di cricket del 2011 in Sudafrica. Nonostante una vittoria iniziale contro la Namibia, la squadra perse tutte le altre partite del Gruppo A e non riuscì a qualificarsi per il torneo.
Nel 2009, l'Uganda si classificò al decimo posto dopo aver sconfitto la Danimarca, ma perse lo spareggio contro le Bermuda, risultando retrocessa in Division Three della World Cricket League nel 2013. In quella divisione, l'Uganda ottenne il primo posto nel turno preliminare delle qualificazioni per la Coppa del Mondo di Cricket del 2014, ma fu eliminata nel turno successivo. Di conseguenza, gli ugandesi furono retrocessi in Division Three della World Cricket League 2014-2018.
Durante le qualificazioni per la Coppa del Mondo T20 maschile di cricket 2012, l'Uganda si qualificò per la prima volta al torneo, ma fu eliminata nel turno preliminare, impedendole di qualificarsi per l'ICC World Twenty20 2012. Le qualificazioni per il World Twenty20 del 2013 seguirono un percorso simile, con l'Uganda che non riuscì a superare il turno preliminare e, di conseguenza, non si qualificò per il World Twenty20 del 2014. Nel ciclo di qualificazione successivo, l'Uganda non riuscì a qualificarsi nemmeno per il World Twenty20 Qualifier del 2015, fallendo così l'accesso al World Twenty20 del 2016.
Nella Divisione Tre del 2014, l'Uganda raggiunse la finale, ma fu sconfitta dal Nepal con un distacco di 62 punti. L'Uganda tornò a giocare la finale della Divisione Due nel 2015, ma non riuscì a superare la fase a gironi e fu retrocessa in Divisione Tre nel 2017. Nello stesso anno, la squadra si classificò al quinto posto, il che comportò una retrocessione in Division Four nel 2018, e la perdita dell'opportunità di partecipare alla Coppa del Mondo di cricket del 2019. Tuttavia, durante la stessa stagione, l'Uganda riuscì a essere promossa nuovamente in Division Three nel 2018.
Nell'agosto del 2018, l'Uganda sostituì il Ghana nell'Africa T20 Cup dopo che quest'ultimo rifiutò un invito da Cricket South Africa. Per l'Uganda, il torneo rappresentò anche una preparazione per la Divisione Tre del 2018. Nella Divisione Tre del 2018, l'Uganda concluse all'ultimo posto, risultando retrocessa alla Cricket World Cup Challenge League per il ciclo 2019-2022.

### La prima storica qualificazione ai mondiali

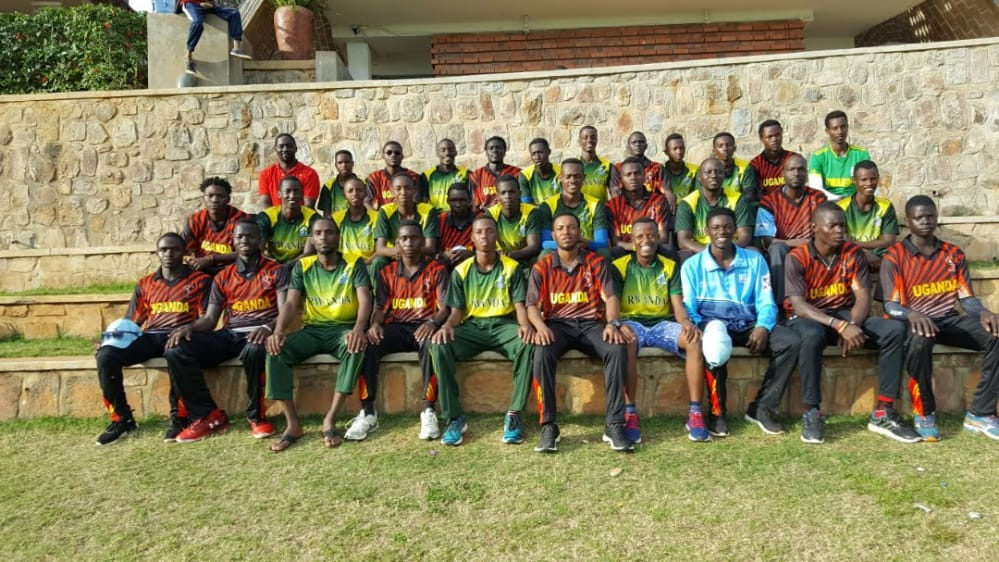
Le squadre nazionali di cricket di Ruanda e Uganda, dicembre 2020

L'Uganda ha partecipato alle qualificazioni la Coppa del Mondo T20 del 2021 in Africa, classificandosi al quarto posto. Nelle qualificazioni globali per la Coppa del Mondo T20 del 2022, l'Uganda ha raggiunto la finale per il 5° posto, ma non è riuscita a qualificarsi per il torneo.
Dal 2019, l'Uganda ha partecipato alla Cricket World Cup Challenge League 2019-2022, per le qualificazioni alla Coppa del Mondo di cricket del 2023. La squadra si è classificata seconda nel suo gruppo, ma ha perso nei play-off di qualificazione per il torneo. Nel frattempo, l'Uganda ha vinto la finale dell'Africa T20 Cup contro la Tanzania con un margine di otto wicket. Inoltre, nel dicembre 2022, la squadra ha vinto l'East Africa T20 Series, che includeva anche Ruanda e Tanzania. Nel giugno 2023, l'Uganda ha trionfato nella finale della Continent Cup T20 Africa 2023, battendo il Kenya con un solo punto di scarto. Due mesi dopo, ha vinto la Coppa T20 dell'Africa orientale 2023 contro Ruanda e Tanzania.
Il 26 novembre 2023, l'Uganda ha ottenuto la sua prima vittoria contro una squadra a pieno titolo dell'ICC, sconfiggendo lo Zimbabwe nelle qualificazioni africane in Namibia. Dopo aver vinto cinque delle sei partite, l'Uganda si è qualificata per la Coppa del Mondo T20 del 2024, segnando il suo primo ingresso in un torneo internazionale di cricket. La nazionale Under 19 dell'Uganda aveva già raggiunto la qualificazione per tre edizioni dei Campionati del Mondo.
Nel torneo principale della Coppa del Mondo T20 2024, l'Uganda ha subito pesanti sconfitte contro squadre come l'Afghanistan (con una sconfitta di 125 run), le Indie Occidentali (con un distacco di 134 run) e la Nuova Zelanda (con una perdita di nove wicket). Tuttavia, la squadra è riuscita a ottenere una storica vittoria contro la Papua Nuova Guinea, vincendo per tre wicket, che ha rappresentato la loro prima vittoria in una Coppa del Mondo T20 e in un torneo internazionale di cricket.

## Maglia e simboli
Nel cricket T20I, i giocatori dell'Uganda indossano maglie gialle con dettagli rossi, un colletto nero e pantaloncini gialli. I giocatori di movimento portano un berretto da baseball giallo o un cappello da sole giallo, mentre i caschi dei battitori sono anch'essi gialli. Nei tornei ufficiali dell'ICC, il logo dello sponsor è visibile sulla manica destra, mentre la parola "UGANDA" appare sulla parte anteriore della maglia.
Il soprannome della squadra nazionale di cricket dell'Uganda è "Cricket Cranes" (Gru di Cricket), in riferimento alla gru coronata sudafricana, l'uccello nazionale del paese. Il logo dell'Uganda Cricket Association presenta quindi una raffigurazione di questa gru coronata sudafricana.

## Albo d'oro

### Coppa del Mondo T20 maschile di cricket
| Anno   | Round           | Pos.            | GP              | W               | L               | T               | NR              |
| ------ | --------------- | --------------- | --------------- | --------------- | --------------- | --------------- | --------------- |
| 2007   | Non qualificata | Non qualificata | Non qualificata | Non qualificata | Non qualificata | Non qualificata | Non qualificata |
| 2009   | Non qualificata | Non qualificata | Non qualificata | Non qualificata | Non qualificata | Non qualificata | Non qualificata |
| 2010   | Non qualificata | Non qualificata | Non qualificata | Non qualificata | Non qualificata | Non qualificata | Non qualificata |
| 2012   | Non qualificata | Non qualificata | Non qualificata | Non qualificata | Non qualificata | Non qualificata | Non qualificata |
| 2014   | Non qualificata | Non qualificata | Non qualificata | Non qualificata | Non qualificata | Non qualificata | Non qualificata |
| 2016   | Non qualificata | Non qualificata | Non qualificata | Non qualificata | Non qualificata | Non qualificata | Non qualificata |
| 2021   | Non qualificata | Non qualificata | Non qualificata | Non qualificata | Non qualificata | Non qualificata | Non qualificata |
| 2022   | Non qualificata | Non qualificata | Non qualificata | Non qualificata | Non qualificata | Non qualificata | Non qualificata |
| 2024   | Fase a gironi   | 16/20           | 4               | 1               | 3               | 0               | 0               |
| 2026   | TBD             | TBD             | TBD             | TBD             | TBD             | TBD             | TBD             |
| Totale | Totale          | Totale          | 4               | 1               | 3               | 0               | 0               |

### Giochi africani
| Anno   | Round       | Pos.   | GP | W | L | T | NR |
| ------ | ----------- | ------ | -- | - | - | - | -- |
| 2023   | Terzo posto | 3/8    | 5  | 4 | 1 | 0 | 0  |
| Totale | Totale      | Totale | 5  | 4 | 1 | 0 | 0  |

## Statistiche
Partite internazionali – Uganda
Aggiornato al 25 luglio 2025.
| Record                  |     |    |    |   |      |
| Format                  | M   | W  | L  | T | D/NR |
| Twenty20 Internationals | 112 | 86 | 23 | 0 | 3    |

### T20
Aggiornato al 25 luglio 2025 
| Nazionale            | P               | W               | L               | T               | NR              |
| vs Full Members      | vs Full Members | vs Full Members | vs Full Members | vs Full Members | vs Full Members |
| -------------------- | --------------- | --------------- | --------------- | --------------- | --------------- |
| Afghanistan          | 1               | 0               | 1               | 0               | 0               |
| Indie Occidentali    | 1               | 0               | 1               | 0               | 0               |
| Nuova Zelanda        | 1               | 0               | 1               | 0               | 0               |
| Zimbabwe             | 1               | 1               | 0               | 0               | 0               |
| vs Associate Members |                 |                 |                 |                 |                 |
| Bahrein              | 2               | 1               | 1               | 0               | 0               |
| Botswana             | 9               | 0               | 0               | 0               | 0               |
| Emirati Arabi Uniti  | 1               | 1               | 0               | 0               | 0               |
| eSwatini             | 1               | 1               | 0               | 0               | 0               |
| Ghana                | 4               | 4               | 0               | 0               | 0               |
| Hong Kong            | 2               | 2               | 0               | 0               | 0               |
| Jersey               | 1               | 1               | 0               | 0               | 0               |
| Kenya                | 18              | 13              | 4               | 0               | 1               |
| Lesotho              | 1               | 1               | 0               | 0               | 0               |
| Malawi               | 2               | 2               | 0               | 0               | 0               |
| Mozambico            | 2               | 2               | 0               | 0               | 0               |
| Namibia              | 9               | 1               | 8               | 0               | 0               |
| Nigeria              | 12              | 12              | 0               | 0               | 0               |
| Paesi Bassi          | 1               | 0               | 1               | 0               | 0               |
| Papua Nuova Guinea   | 2               | 1               | 1               | 0               | 0               |
| Qatar                | 3               | 1               | 2               | 0               | 0               |
| Ruanda               | 21              | 20              | 1               | 0               | 0               |
| Seychelles           | 1               | 1               | 0               | 0               | 0               |
| Tanzania             | 16              | 12              | 2               | 0               | 2               |
| Totale               | 112             | 86              | 23              | 0               | 3               |